# Gol, Norveška
lat_seclon_seclon_minlat_deglon_deglat_min
 je naselje in občina v norveški administrativni regiji Buskerud.
Gol je bil kot občina ustanovljen 1. januarja 1838. Leta 1897 se je od njega odcepila občina Hemsedal. Gol meji na občine Nord-Aurdal, Oppland, na vzhodu na Sør-Aurdal, na jugu na Nes, na zahodu pa na Ål in Hemsedal.
Staronorveško ime naselja je bilo Gorð. To je verjetno staro ime za bližnjo reko. Znamenitost Gola je stara lesena cerkev (zgrajena leta 1216), ki je bila leta 1884 prestavljena v Norsk Folkemuseum v Oslo. V Golu danes stoji replika. 
1. ↑  »Forskrift om målvedtak i kommunar og fylkeskommunar« (v norveščini). Lovdata.no.